# Loretto Petrucci
Loretto Petrucci (Capostrada di Pistoia, 18 d'agost de 1929 - 17 de juny de 2016) va ser un ciclista italià que fou professional entre 1949 i 1960.
Anomenat Le Météore, és recordat principalment per les seves dues victòries consecutives a la Milà-Sanremo, el 1952 i 1953. Fou un gregari de Fausto Coppi, amb qui tingué importants diferències a l'equip Bianchi. Aquestes diferències suposen la seva marxa de l'equip el 1953. Aconseguí un total d'11 victòries.
Abans de passar a professional havia pres part en els Jocs Olímpics de Londres, el 1948.

## Palmarès
- 1950
  - 1r al Gran Premi Ponte Valleceppi
  - 1r a La Nazionale a Romito Magra
- 1951
  - 1r al Giro de la Toscana
  - 1r al Gran Premi Massaua-Fossati
  - Vencedor d'una etapa de la Roma-Nàpols-Roma
- 1952
  - 1r a la Milà-Sanremo
- 1953
  - 1r a la Milà-Sanremo
  - 1r a la París-Brussel·les
  - 1r de la Challenge Desgrange-Colombo
  - 1r al Critèrium d'Hanret
- 1955
  - 1r al Giro del Lazio

### Resultats al Giro d'Itàlia
- 1952. 67è de la classificació general